# Natalie Portman
Natalie Hershlag (hebrejski: נטע-לי הרשלג; Jeruzalem, 9. lipnja 1981.), poznatija kao Natalie Portman, američka je glumica izraelskog podrijetla.

## Životopis
Natalie Hershlag rođena je 9. lipnja 1981. u Jeruzalemu, u židovskoj obitelji poljskog, ruskog, austrijskog i rumunjskog podrijetla. Njezina je obitelj preselila 1984. u Maryland, kratko nakon toga u Washington te krajem 1987. u New Haven, Connecticut. Godine 1990. seli se s obitelji konačno u Syosset, New York. Agent za tvrtku Revlon otkrio ju je u pizzeriji kad je imala 11 godina, nudeći joj pri tom karijeru modela, koju je ona pak odbila jer je radije htjela biti glumica. Ubrzo je dobila svoju prvu ulogu u filmu Luca Bessona Leon profesionalac, nasuprot Jeana Renoa. Ulogu Mathilde Natalie je uspjela dobiti između 2000 drugih kandidatkinja na audiciji.
U tinejdžerskom je razdoblju glumila u filmovima Beautiful Girls i u manjoj ulozi u Svi kažu volim te Woodyja Allena. Godine 1999. nominirana je za Zlatni globus za sporednu ulogu u filmu "Samo tu ne".
Paralelno sa studijem na Harvardu, pojavila se u tri prequela serijala Ratovi zvijezda (Fantomska prijetnja, Klonovi napadaju, Osveta Sitha) kao Kraljica Amidala/Padme Naberrie/Padme Skywalker.
Po završetku studija 2003. godine pojavila se u maloj ulozi kao ratna udovica u filmu Studengora te u vrlo zapaženim nezavisnim filmovima Garden State i Bliski odnosi. Za potonji je nagrađena Zlatnim globusom za najbolju sporednu glumicu, kao i nominacijom za Oscara u istoj kategoriji.
Portman je igrala balerinu u filmu Crni labud. Za tu ulogu nagrađena je Oscarom, Zlatnim globusom, te nagradom Screen Actors Guild.

## Filmografija
- Thor  (2011.)
- Your Highness (2011.)
- Samo seks  (2011.
- Crni labud  (2010.)
- Hesher (2010.)
- Ljubav i druge nemoguće potrage (2009.)
- Zakon braće (2009.)
- New York, volim te (2009.)
- Dvije sestre za kralja (2008.)
- Dućan čuda gospodina Magoriuma (2007.)
- Darjeeling d.o.o. (2007.)
- Hotel Chevalier (2007.)
- Noći boje borovnice (2007.)
- Goyini duhovi (2006.)
- Pariz, volim te (2006.)
- O za osvetu (2006.)
- Zvjezdani ratovi, Epizoda 3: Osveta Sitha (2005.)
- Slobodna zona (2005.)
- Bliski odnosi (2004.)
- True (2004.)
- Garden State (2004.)
- Studengora (2003.)
- Zvjezdani ratovi, Epizoda 2: Klonovi napadaju (2002.)
- Zoolander (2001.)
- Tamo gdje je srce (2000.)
- Zvjezdani ratovi, Epizoda 1: Fantomska prijetnja (1999.)
- Samo tu ne (1999.)
- Mars napada! (1996.)
- Svi kažu volim te (1996.)
- Lijepe djevojke (1996.)
- Vrućina (1995.)
- Leon profesionalac (1994.)

## Uloge u kazalištu
- Ruthless (zajedno s Britney Spears (1990.)
- Dnevnik Anne Frank (1999.)
- Galeb (The Seagull) (2001.)

## Nagrade i nominacije
- Osvojena nagrada Saturn u kategoriji najbolje glumice (na filmu), za film O za osvetu (eng. V for Vendetta).
- Osvojen Oscar za najbolju glavnu glumicu i Zlatni globus za najbolju glumicu – drama za film Crni labud.

## Vanjske poveznice
- Natalie Portman u internetskoj bazi filmova IMDb-u (engl.)
- Natalie Portman ORG  Arhivirana inačica izvorne stranice od 10. lipnja 2016. (Wayback Machine)
- američka glavna Fan stranica
- Fan stranica Natalie Portman  Arhivirana inačica izvorne stranice od 15. lipnja 2006. (Wayback Machine)
- njemačka glavna Fan stranica  Arhivirana inačica izvorne stranice od 20. veljače 2006. (Wayback Machine)